# بسيطات الأسنان
بسيطات الأسنان (الاسم العلمي: Simplicidentata) هي أصنوفة من الثدييات تتبع أصنوفة الزغبيات من مجموعة فوق الرئيسيات. تضم القوارض وأقاربها المنقرضة من مختلطات الأسنان.

## التصنيف
- رتبة القوارض
  - رتيبة شيهميات الشكل
    - شيهميات الفك
      - كابيائيات الشكل
        - الشنشيلينات